# جورج كارلسون (سياسي)
جورج كارلسون (بالسويدية: Georg Carlsson)‏ هو سياسي سويدي، ولد في 1892، وتوفي في 1975. نشط حزبياً في حزب الوسط السويدي. وقد انتخب عضو البرلمان السويدي ‏.